# العلاقات الألبانية الكازاخستانية
العلاقات الألبانية الكازاخستانية هي العلاقات الثنائية التي تجمع بين ألبانيا وكازاخستان.

## مقارنة بين البلدين
هذه مقارنة عامة ومرجعية للدولتين:
| وجه المقارنة                                              | ألبانيا                                                    | كازاخستان                      |
| --------------------------------------------------------- | ---------------------------------------------------------- | ------------------------------ |
| المساحة (كم2)                                             | 28.75 ألف                                                  | 2.72 مليون                     |
| عدد السكان (نسمة)                                         | 3.02 مليون                                                 | 17.95 مليون                    |
| الكثافة السكانية (ن./كم²)                                 | 105.04                                                     | 6.6                            |
| العاصمة                                                   | تيرانا                                                     | نور سلطان                      |
| اللغة الرسمية                                             | اللغة الألبانية                                            | اللغة القازاقية، اللغة الروسية |
| العملة                                                    | ليك ألباني                                                 | تينغ كازاخستاني                |
| الناتج المحلي الإجمالي (بليون دولار)                      | 13.04 مليار                                                | 159.41 مليار                   |
| الناتج المحلي الإجمالي (تعادل القوة الشرائية) بليون دولار | 33.17 مليار                                                | 439.39 مليار                   |
| الناتج المحلي الإجمالي الاسمي للفرد دولار أمريكي          | 3.94 ألف                                                   | 10.51 ألف                      |
| الناتج المحلي الإجمالي للفرد دولار أمريكي                 | 11.11 ألف                                                  | 24.23 ألف                      |
| مؤشر التنمية البشرية                                      | 0.764                                                      | 0.788                          |
| رمز المكالمات الدولي                                      | +355                                                       | +7                             |
| رمز الإنترنت                                              | .al                                                        | .kz، .қаз ‏                     |
| المنطقة الزمنية                                           | توقيت وسط أوروبا، ت ع م+01:00، ت ع م+02:00، أوروبا/تيرانا ‏ | ت ع م+05:00، ت ع م+06:00       |

## منظمات دولية مشتركة
يشترك البلدان في عضوية مجموعة من المنظمات الدولية، منها:
| علم المنظمة | اسم المنظمة                               | تاريخ انضمام ألبانيا | تاريخ انضمام كازاخستان |
| ----------- | ----------------------------------------- | -------------------- | ---------------------- |
|             | الاتحاد البريدي العالمي                   | ?                    | ?                      |
|             | مؤسسة التنمية الدولية                     | 15 أكتوبر 1991       | 23 يوليو 1992          |
|             | منظمة حظر الأسلحة الكيميائية              | ?                    | ?                      |
|             | الأمم المتحدة                             | 14 ديسمبر 1955       | 2 مارس 1992            |
|             | وكالة ضمان الاستثمار متعدد الأطراف        | 15 أكتوبر 1991       | 12 أغسطس 1993          |
|             | منظمة الشرطة الجنائية الدولية             | ?                    | ?                      |
|             | مؤسسة التمويل الدولية                     | 15 أكتوبر 1991       | 30 سبتمبر 1993         |
|             | الاتحاد الدولي للاتصالات                  | 2 يونيو 1922         | 23 فبراير 1993         |
|             | البنك الدولي للإنشاء والتعمير             | 15 أكتوبر 1991       | 23 يوليو 1992          |
|             | منظمة التعاون الإسلامي                    | ?                    | ?                      |
|             | منظمة الأمن والتعاون في أوروبا            | 19 يونيو 1991        | 30 يناير 1992          |
|             | المركز الدولي لتسوية المنازعات الاستشارية | 14 نوفمبر 1991       | 21 أكتوبر 2000         |
|             | يونسكو                                    | 16 أكتوبر 1958       | 22 مايو 1992           |

## وصلات خارجية
- موقع وزارة الخارجية الألبانية
- موقع وزارة الخارجية الكازاخستانية